# Стейсі Анака
Стейсі Анака (англ. Stacie Anaka; нар. 5 вересня 1987, Вікторія, Британська Колумбія) — канадська борчиня вільного стилю, срібна призерка чемпіонату світу, чемпіонка та дворазова бронзова призерка Панамериканських чемпіонатів, бронзова призерка літньої Універсіади.

## Життєпис
Боротьбою почала займатися з 1994 року. Була бронзовою призеркою чемпіонату світу 2007 року серед юніорів.
Виступала за борцівський клуб «Burnaby Mountain» Бернабі. Тренер — Майк Джонс (з 2005), Джастін Абду (з 2005).

## Спортивні результати на міжнародних змаганнях

### Виступи на Чемпіонатах світу
| Змагання                        | Збірна | Вагова категорія          | Місце  |
| ------------------------------- | ------ | ------------------------- | ------ |
| Чемпіонат світу з боротьби 2012 | Канада | жіноча боротьба, до 72 кг | 12     |
| Чемпіонат світу з боротьби 2013 | Канада | жіноча боротьба, до 67 кг | Срібло |

### Виступи на Панамериканських чемпіонатах
| Змагання                                   | Збірна | Вагова категорія          | Місце  |
| ------------------------------------------ | ------ | ------------------------- | ------ |
| Панамериканський чемпіонат з боротьби 2009 | Канада | жіноча боротьба, до 63 кг | Бронза |
| Панамериканський чемпіонат з боротьби 2010 | Канада | жіноча боротьба, до 63 кг | Бронза |
| Панамериканський чемпіонат з боротьби 2013 | Канада | жіноча боротьба, до 67 кг | Золото |

### Виступи на Кубках світу
| Змагання                    | Збірна | Вагова категорія          | Місце |
| --------------------------- | ------ | ------------------------- | ----- |
| Кубок світу з боротьби 2012 | Канада | жіноча боротьба, до 67 кг | 8     |

### Виступи на Чемпіонатах світу
| Змагання                                        | Збірна | Вагова категорія          | Місце |
| ----------------------------------------------- | ------ | ------------------------- | ----- |
| Чемпіонат світу з боротьби серед студентів 2010 | Канада | жіноча боротьба, до 63 кг | 8     |

### Виступи на Універсіадах
| Змагання               | Збірна | Вагова категорія          | Місце  |
| ---------------------- | ------ | ------------------------- | ------ |
| Літня Універсіада 2013 | Канада | жіноча боротьба, до 67 кг | Бронза |

### Виступи на інших змаганнях
| Змагання                                 | Збірна | Вагова категорія          | Місце  |
| ---------------------------------------- | ------ | ------------------------- | ------ |
| Гран-прі Німеччини з боротьби 2006       | Канада | жіноча боротьба, до 67 кг | 7      |
| Austrian Ladies Open 2010                | Канада | жіноча боротьба, до 63 кг | Срібло |
| Всесвітні ігри бойових мистецтв 2010     | Канада | жіноча боротьба, до 63 кг | 4      |
| Міжнародний меморіал Дейва Шульца 2012   | Канада | жіноча боротьба, до 67 кг | Золото |
| Кубок Канади з боротьби 2012             | Канада | жіноча боротьба, до 67 кг | Срібло |
| Міжнародний меморіал Дейва Шульца 2013   | Канада | жіноча боротьба, до 67 кг | Бронза |
| Гран-прі Німеччини з боротьби 2013       | Канада | жіноча боротьба, до 67 кг | Золото |
| Битва на водоспаді 2013                  | Канада | жіноча боротьба, до 67 кг | Бронза |
| Кубок Бразилії з боротьби 2014           | Канада | жіноча боротьба, до 63 кг | Срібло |
| Klippan Lady Open 2015                   | Канада | жіноча боротьба, до 63 кг | 5      |
| Кубок Канади з боротьби 2015             | Канада | жіноча боротьба, до 63 кг | 4      |
| Міжнародний меморіал Білла Фаррелла 2015 | Канада | жіноча боротьба, до 69 кг | Бронза |

### Виступи на змаганнях молодших вікових груп
| Змагання                                      | Збірна | Вагова категорія          | Місце  |
| --------------------------------------------- | ------ | ------------------------- | ------ |
| Чемпіонат світу з боротьби серед юніорів 2006 | Канада | жіноча боротьба, до 67 кг | 7      |
| Чемпіонат світу з боротьби серед юніорів 2007 | Канада | жіноча боротьба, до 63 кг | Бронза |